# Shazzan
Shazzan (do original Shazzan) é um personagem de desenhos animados criado por Alex Toth, produzido pela Hanna-Barbera. Foi exibido em 1967 pelo canal de televisão estadunidense CBS, entre 9 de setembro de 1967 a 6 de setembro de 1969, num total de 36 episódios, de aproximadamente 10 minutos cada. No Brasil a série fez um grande sucesso e foi exibido pela Rede Globo no ano de 1968, e por algumas outras emissoras e ficou conhecido com o título de Shazam, o Gênio.
Obs.: Não deve ser confundido com o mágico que aparece nas aventuras do super-herói Capitão Marvel, cuja revista já foi chamada de Shazam.
Shazzan é um gênio das mil e uma noites. Ele aparece quando as duas partes de um anel mágico se juntam formando o seu nome e atende aos desejos de seus possuidores.
A série começa quando, nos dias atuais, dois adolescentes (Chuck e a irmã Nancy) encontram as duas partes de um anel em uma caverna. Ao juntá-las, são transportados para o mundo de Shazzan, a Arábia antiga. Daí para frente se defrontam com vários perigos, mas sempre são salvos pelo poderoso Shazzan.
A aventura da série é iniciada com a seguinte narração:
"No interior de uma caverna na costa do Maine, Chuck e Nancy encontram um cofre misterioso contendo as duas metades de um anel. Quando os anéis se juntam, formam a palavra Shazzan. A esse comando mágico eles são transportados ao mundo encantado da Arábia, das mil e uma noites. Aqui encontram seu gênio Shazzan. Shazzan lhes dá de presente Kaboobie, um camelo alado mágico. Shazzan os servirá todas as vezes que o chamarem, mas não poderão voltar para casa até que entreguem o anel ao seu legítimo dono. E assim começam suas viagens fantásticas".
Shazzan é praticamente invencível, e o suspense das histórias fica por conta do momento em que os irmãos irão conseguir unir as duas partes do anel para se salvarem. Outro interesse do desenho é o bom humor de Shazzan, que sempre faz mágicas criativas e divertidas, arrasando com seus adversários.
Os adolescentes viajam pelos céus da Arábia montados em um camelo voador, o Kaboobie. Além dos anéis, eles contam com outros apetrechos mágicos: uma corda que se move sob seu comando, um tapete voador e um manto que os tornam invisíveis quando cobertos pelo mesmo.

## Dubladores

### Nos Estados Unidos
- Shazzan: Barney Phillips
- Chuck: Jerry Dexter
- Nancy: Janet Waldo
- Kaboobie: Don Messick
- O demônio da garrafa: Ted Cassidy

### No Brasil
- Shazzan: Jefferson Duarte e Darcy Pedrosa
- Chuck: Rodney Gomes e Luis Manuel
- Nancy: Ruth Schelske
- Kaboopie: efeitos vocais de Don Messick (mantidos no original)
- Glória Ladany: a Maharani (no episódio "O diamante de El Raphir")
- Isaac Bardavid: Kassir, o mágico dos espelhos (do episódio "O diamante de El Raphir")
- Dublagem: Cine Castro no RJ e SP

## Episódios
nomes (em português) e os originais (em inglês):
1. A Ilha Viva (The Living Island)
2. O Mundo Subterrâneo (The Underground World)
3. O Vale dos Gigantes (Valley of the Giants)
4. O Demônio da Garrafa (Demon In The Bottle)
5. O Sultão Negro (The Black Sultan)
6. A Cidade das Tumbas (City Of The Tombs)
7. O Mago de Mizua (The Master Wizard Of Mizua)
8. O Chefe dos Ladrões (Master Of The Thieves)
9. A Cidade de Cobre (City Of Brass)
10. O Rubi Flamejante (The Flaming Ruby)
11. O Bobo de Massira (The Evil Jester Of Masira
12. O Anel de Samarra (Ring Of Samarra)
13. A Volta do Demônio da Garrafa (Demon in the Bottle Returns)
14. O Jovem Rajah de Kamura (The Young Rajah Of Kamura)
15. A Floresta do Terror (The Forest Of Fear)
16. Os Piratas dos Céus de Basheena (The Sky Pirates Of Basheena)
17. O Ídolo de Turaba (The Idol Of Turaba)
18. O Rei das Sombras (Lord of the Shadows)
19. As Chaves do Zodíaco (Keys Of The Zodiac)
20. Os Três Cavaleiros Pretos (The Three Horsemen Of Mandragora)
21. O Diamante de El Raphir (The Diamond Of El Raphir)
22. O Convidado de Nazir (The Impossible Quest Of Nazir)
23. A Terra que Nunca Foi (The Land Of Neverwas)
24. O Circo de Zahran (The Circus Of Zahran)
25. A Rainha das Chamas (Nastrina Of The Flames)
26. Mil e Um Truques (A Thousand And One Tricks)
27. Raschid, o Aprendiz de Feiticeiro (Raschid, The Apprentice Sorcerer)
28. Baharum, o Enrolado (Baharum, the Befuddled)
29. A Feiticeira da Fumaça (Sorceress Of The Mist)
30. O mágico diabólico (A Pound Of Evil Magic)
31. O Labirinto de Mercuraad (The Maze Of Mercuraad)
32. O Khan dos Ventos Norte (Kahn Of The North Wind)
33. O Fabricante de Miragens (The Mirage Maker)
34. O Reino Mágico de Centúria (The Magical Kingdom Of Centuria)
35. A Lâmpada Mágica (Quest For The Magic Lamp)
36. O Mini Mágico (Mysterio The Mini-Magi)